# Beatriz Vanegas Athías
Beatriz Vanegas Athías (Majagual, 1970) es una escritora, poeta y columnista colombiana.

## Biografía

### Primeros años y estudios
Vanegas Athías nació en el municipio de Majagual, en el departamento de Sucre. Obtuvo una Licenciatura en Lingüística y Literatura en la Universidad de Pamplona en 1993. En 2006 se inscribió en la Universidad Industrial de Santander, en la que realizó una Especialización en Pedagogía y Semiótica de la Lengua Materna. Un año después cursó una Maestría en Semiótica en la misma institución. En 2016 realizó un Doctorado en Letras en la Universidad de la Plata.

### Carrera
En 1993 ganó el Premio Nacional de Poesía entregado por la Universidad Externado de Colombia con el libro Abriendo las piernas a la carne. En el año 2000 obtuvo el Premio Departamental de Poesía, otorgado por el Fondo Mixto del Departamento de Sucre, con el libro Galería de perdedores. En 2006 publicó un nuevo libro de poesía, titulado Los lugares comunes.
A comienzos de la década de 2010, Vanegas empezó a desempeñarse como docente en varias instituciones educativas como la Universidad Industrial de Santander y la Universidad Santo Tomás. Además de su labor como escritora y docente, Vanegas se ha desempeñado como columnista en importantes diarios de su país como El Espectador
, Vanguardia Liberal y El Meridiano de Sucre.

## Obra literaria
- Galería de perdedores, poemas, Editorial Lealon, Medellín, 2000.

- Los lugares comunes, poemas, SYC Editores, Bucaramanga, Colombia, 2006.

- La Crónica Periodística: Estrategia Metodológica para desarrollar habilidades lectoescrituras, Trabajo de Grado Especialización en Semiótica y Pedagogía De la Lengua Materna.Universidad Industrial de Santander, 2007.

• El canto de las moscas y la predicación de la violencia ocultada. Análisis Semiótico Tesis de Maestría. Universidad Industrial de Santander, 2010.
• Crónicas para apagar la oscuridad, (Crónicas y reportajes), Divulgación Cultural Universidad Industrial de Santander, Colección Temas y Autores Regionales 2011.
• Con tres heridas yo. (Poemas). Ediciones Caza de Libros. Ibagué, 2011.
• Silencio…en El Jardín de la poesía. Antología. Divulgación Cultural Universidad Industrial de Santander, 2012.
• De la A-Z Colombia (Poemario infantil). León, España, Editorial Everest, 2012.
• Editora de EDICIONES CORAZÓN DE MANGO, Colecciones de Poesía del Encuentro Internacional de Mujeres Poetas de Cereté, 2012.
• Ahora mi patria es tu cuerpo (Antología poética) Ediciones UIS, 2012.
• El arte de leer y redactar (Claves para salir del apuro), cuadernillos didácticos. Ediciones USTA en coautoría con Lucy Garnica Mayorga.
• Mi proyecto vital, cuadernillos didácticos. Ediciones USTA en coautoría con Lucy Garnica Mayorga.
• Festejar la ausencia, Ediciones Un Libro por centavo, Universidad Externado de Colombia, Bogotá, 2015.
• Todos se amaban a escondidas, cuentos, Ediciones Corazón de Mango, Floridablanca-Cereté, 2015.
• Escribir para vivir, antología poética y de columnas periodística, Edición Unión de Escritores de Sucre, Sincelejo, 2016.
• Goles, chilenas y gambetas, 2018, Poemas, Ediciones Corazón de Mango, Floridablanca, Colombia.
• Llorar en el cine, 2018, poemas, edición en español e inglés, Ediciones Corazón de Mango, 2018, Floridablanca, Colombia.
• Naufragar en la orilla, antología poética, Letra a letra, Bogotá, Colombia, 2019.

## Antologías en las que aparece
- ¿Quién es quién en la poesía colombiana?, 1996. El Áncora Editores. Selección de Rogelio Echavarría.

- Por los verdes, por los bellos países, 1998. Premios Nacionales de Cultura. Ministerio de Cultura.

- Antología del Concurso Nacional de poesía Universidad Externado de Colombia, 2001. Universidad Externado de Colombia.

- Palabras de agua, 2002. Alcaldía de Pereira. Selección de Yirama Castaño Güiza.

- Selección poética, 2002. VII Encuentro Internacional de Mujeres Poetas de Cereté. Selección de Lena Reza García.

- Selección poética, 2002. IX Encuentro Internacional de Mujeres Poetas de Cereté. Selección de Lena Reza García.

- Selección poética, 2009. XVI Encuentro Internacional de Mujeres Poetas de Cereté. Selección de Lena Reza García.

- 50 Poetas colombianos y una antología, 2010. Ediciones Caza de Poesía.

- Colombia en la Poesía colombiana, los poemas cuentan la historia, 2010. Selección de Luz Eugenia Sierra, Amparo Murillo, Joaquín Mattos y Robinson Quintero.Selección de Luz Eugenia Sierra, Amparo Murillo, Joaquín Mattos y Robinson Quintero.

- Marzo en el alma, 2011. Antología de los primeros 10 años del Premio de Relato breve y poesía Pilar Paz Pasamar. Secretaria de Igualdad para la mujer, Jerez de la Frontera, España.

- Silencio en El Jardín de la poesía. Selección poética. Divulgación Cultural Universidad Industrial de Santander, Ediciones UIS, 2014.

- Las cinco letras del deseo, Ediciones Exilio, Bogotá, 2016. Antología de Omar Ardila y Hernán Vargascarreño.

- Como llama que se eleva, Ediciones Exilio, Bogotá, 2017. Antología de Hernán Vargascarreño.

- Queda la palabra Yo, Antología de poetas colombianas, colección Eme, de Ediciones La Palma, Madrid, España, 2017. Antología de Ana Martín Puigpelat y Verónica Aranda.

- Pájaros de sombra. Diecisiete poetas colombiana (1989-1964), Vaso Roto Poesia, Madrid, España, 2019. Antología de Andrea Cote.

- Nuevo sentimentario, Luna Libros, Bogotá, Colombia, 2019, Selección de Darío Jaramillo Agudelo, Juan Felipe Robledo y Catalina González.

- Ellas cantan, Antología de poetas iberoamericanas. Ediciones Universidad Externado de Colombia, Bogotá, Colombia, 2019. Antología de Luz Mary Giraldo.

- La vida es bella. Antología poética de cine. Ediciones Escarabajo, Bogotá, Colombia, 2019. Antología de Eduardo Bechara Navratilova.

## Premios y reconocimientos
- 1993 - Premio Nacional de Poesía, Universidad Externado de Colombia.
- 1998 - Premio Departamental de Poesía, Fondo Mixto de Sucre.
- 2000 - Premio del Fondo Mixto de Poesía.
- 2006 - Tercer lugar Concurso Internacional de Poesía Amorosa, Instituto para las Artes de Palma de Mallorca.
- 2010 - Premio Internacional de Poesía Pilar Paz Pasamar.
- 2012 - Premio Nacional de Poesía Casa Silva.[4]